# Cebeci Inönüstadion
Het Cebeci Inönü Stadion (Turks: Cebeci İnönü Stadı) is de thuisbasis van de Turkse voetbalclubs Ankara Demirspor en Tarım Kredispor. In 2006-07 gebruikte Gençlerbirliği OFTAŞ het stadion ook, maar nu ze in de Süper Lig voetballen zullen ze het Ankara 19 Mayıs Stadion gebruiken. Het Cebeci Inönü Stadion is gebouwd in 1967 en heeft een capaciteit van 37.000 plaatsen. Het stadion ligt in de wijk Cebeci (Ankara) en is vernoemd naar oud-president Ismet Inönü.